# Requests
Requestsは、HTTP向けのPythonのライブラリである。
Apache License 2.0の条件に基づいて配布されている。
このプロジェクトの目標は、HTTPリクエストを簡単で人間に優しいものにすることである。
RequestsはPythonに同梱されていないライブラリの中で最も人気のあるものの1つであり、デフォルトで同梱することが提案されている。

## 実行例
```
>>>
 
import
 
requests

>>>
 
r
 
=
 
requests
.
get
(
'https://api.github.com/user'
,
 
auth
=
(
'user'
,
 
'pass'
))

>>>
 
r
.
status_code

200

>>>
 
r
.
headers
[
'content-type'
]

'application/json; charset=utf8'

>>>
 
r
.
encoding

'utf-8'

>>>
 
r
.
text
 
# doctest: +ELLIPSIS

u
'{"type":"User"...'

>>>
 
r
.
json
()
 
# doctest: +ELLIPSIS

{
u
'private_gists'
:
 
419
,
 
u
'total_private_repos'
:
 
77
,
 
...
}

```